# Rechterlijke macht in Griekenland
De rechterlijke macht in Griekenland is volgens de Griekse Grondwet georganiseerd als een systeem van onafhankelijke rechtbanken. Civiele, strafrechtelijke en bestuurlijke takken functioneren binnen een piramide naar Frans-Belgisch model.

## Structuur
De driedeling van de rechtsmachten volgens art. 93 GW onderscheidt bestuurlijke rechtbanken (Διοικητικά δικαστήρια), civiele rechtbanken (Πολιτικά δικαστήρια) en strafrechtbanken (Ποινικά δικαστήρια). De Aeropaag (Άρειος Πάγος) is het hoogste civiele en penale rechtscollege, de Raad van State (Συμβούλιο της Επικρατείας) het hoogste bestuurlijke rechtscollege. Binnen elke tak is er een hiërarchie, bepaald door de aanleg en de waarde van de zaak. Civiele zaken worden behandeld door 300 Vredegerechten (ειρηνοδικεία), 63 Rechtbanken van Eerste Aanleg (πρωτοδικεία) en 13 Hoven van Beroep (εφετεία). Strafzaken worden behandeld door Politierechtbanken (πταισματοδικεία), Correctionele Rechtbanken (πλημμελειοδικεία) en Hoven van Beroep (εφετεία). De administratieve rechtbanken behandelen hoofdzakelijk objectief contentieux en zijn onderverdeeld in 23 rechtbanken van eerste aanleg en 9 hoven van beroep.
Een Bijzonder Hooggerechtshof (Ανώτατο Ειδικό Δικαστήριο) beslecht bevoegdheidsconflicten tussen de drie rechtsmachten en kan als enige wetten vernietigen na grondwettelijke toetsing. Het is voorts bevoegd voor politieke geschillen rond verkiezingen en referenda en voor bepaalde volkenrechtelijke geschillen. 
Er bestaan speciale rechtbanken voor ministers, rechters en corruptiezaken.
Buiten de rechterlijke macht functioneren militaire rechtbanken voor de landmacht (στρατοδικείο), de zeemacht (ναυτοδικείο) en de luchtmacht (αεροδικείο).

## Organisatie
Rechters worden benoemd voor het leven door de president op voordracht van een Raad voor Justitie. In veel gevallen zetelen meerdere rechters per rechtbank. Voor de berechting van misdaden en politieke misdrijven worden ze bijgestaan door een jury (art. 94 GW). 